# Nadzikambia
Nadzikambia là một chi thằn lằn trong họ Chamaeleonidae. Hiện tại, chi này được ghi nhận có 2 loài.

## Các loài
- Nadzikambia baylissi
- Nadzikambia mlanjensis